# Szenvedélyek viharában
A Szenvedélyek viharában (eredeti cím: Legends of the Fall) 1994-ben bemutatott amerikai western-filmdráma, melyet Edward Zwick rendezett. A forgatókönyvet Jim Harrison azonos című 1979-es kisregénye alapján William D. Wittliff és Susan Shilliday írta. A film zenéjét James Horner szerezte. A főbb szerepekben Brad Pitt, Anthony Hopkins, Aidan Quinn, Julia Ormond és Henry Thomas látható.
Az Amerikai Egyesült Államokban 1994. december 23-án mutatták be. Bár vegyes kritikákat kapott, bevételi szempontból jól teljesített és a 67. Oscar-gálán három kategóriában jelölték Oscar-díjra. Végül John Toll a legjobb operatőrnek járó díjat vehette át.

## Szereplők
| Színész           | Szerep                              | Magyar hang        | Magyar hang    |
| Színész           | Szerep                              | 1. szinkron (1995) | 2. szinkron    |
| ----------------- | ----------------------------------- | ------------------ | -------------- |
| Brad Pitt         | Tristan Ludlow                      | Selmeczi Roland    | Stohl András   |
| Keegan MacIntosh  | Tristan Ludlow gyerekként           |                    |                |
| Eric Johnson      | Tristan Ludlow tizenévesen          |                    |                |
| Anthony Hopkins   | William Ludlow ezredes              | Sinkó László       | Reviczky Gábor |
| Aidan Quinn       | Alfred Ludlow                       | Kautzky Armand     | Nagy Ervin     |
| Julia Ormond      | Susannah Fincannon-Ludlow           | Györgyi Anna       | Gubás Gabi     |
| Henry Thomas      | Samuel Ludlow                       | Bor Zoltán         | Csőre Gábor    |
| Karina Lombard    | Isabel 'Isabel Kettő' Decker-Ludlow | Nyírő Bea          | Gáspár Kata    |
| Sekwan Auger      | Isabel Kettő Decker gyerekként      | Szabó Zselyke      |                |
| Gordon Tootoosis  | Egy Döfés                           | Bodor Tibor        | Papp János     |
| Christina Pickles | Isabel Ludlow                       | Hirling Judit      | Bánsági Ildikó |
| Paul Desmond      | Tom Cullen / Roscoe Decker          | Kárpáti Tibor      | Csák György    |
| Tantoo Cardinal   | Pet Decker                          |                    | Koffler Gizi   |
| Robert Wisden     | John T. O'Banion                    |                    |                |
| John Novak        | James O'Banion                      | Várkonyi András    |                |
| Kenneth Welsh     | Tynert seriff                       | Szélyes Imre       |                |
| Bart the Bear     | Medve                               | –                  | –              |

## Fontosabb díjak és jelölések
Oscar-díj (1995)
- díj: legjobb operatőr (John Toll)
- jelölés: legjobb látványtervezés
- jelölés: legjobb hangkeverés

Golden Globe-díj (1995)
- jelölés: legjobb rendező (Edward Zwick)
- jelölés: legjobb eredeti filmzene (James Horner)
- jelölés: legjobb férfi főszereplő – filmdráma (Brad Pitt)
- jelölés: legjobb filmdráma